# Henri Le Rond

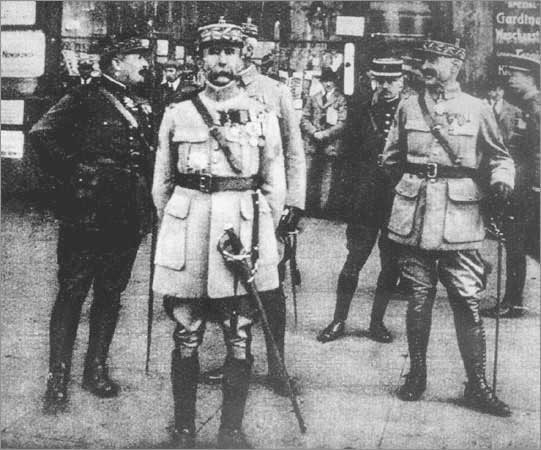
Gen. Henri Le Rond

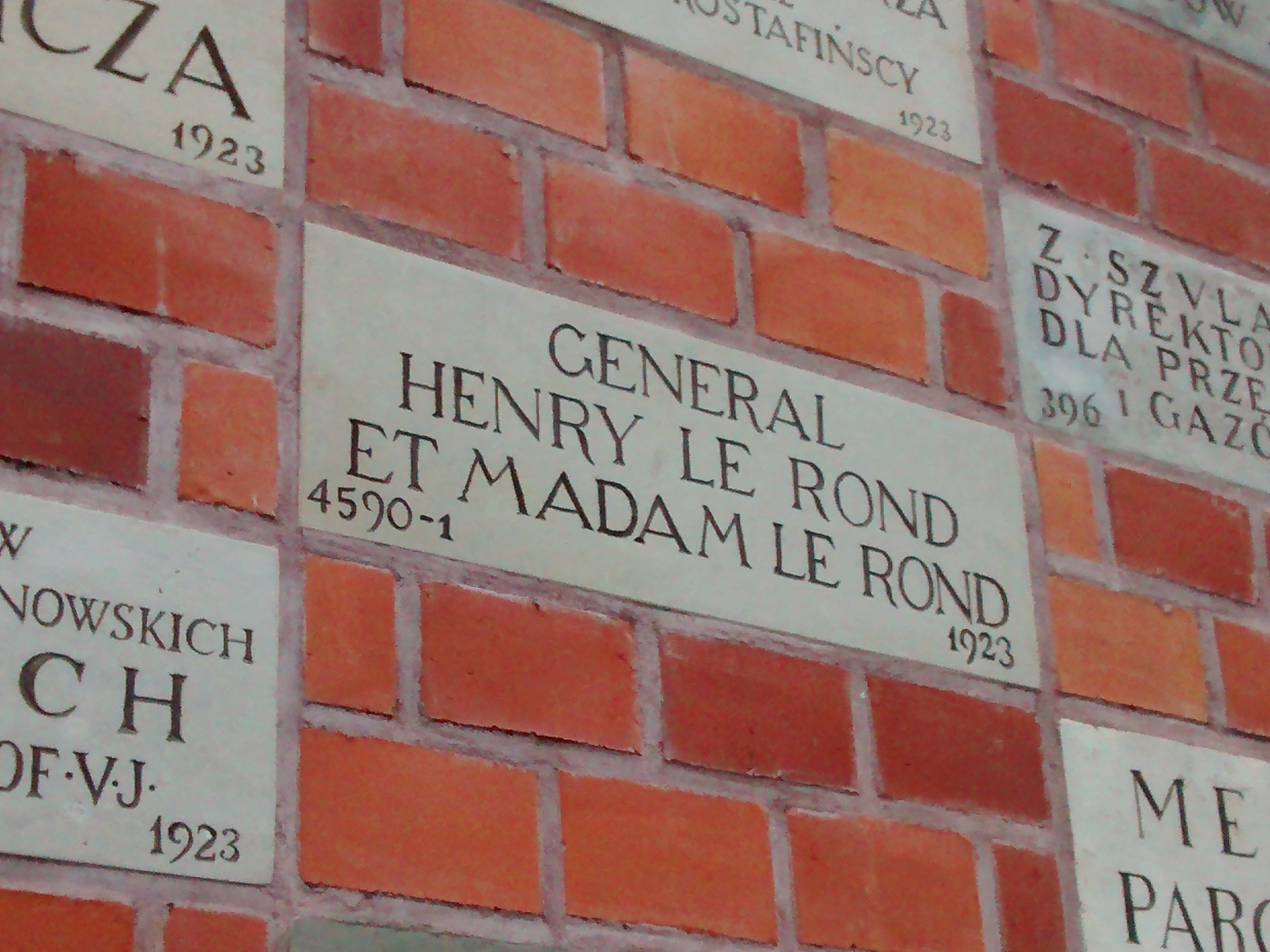
Cegiełka ofiarodawcy w murze wzgórza wawelskiego

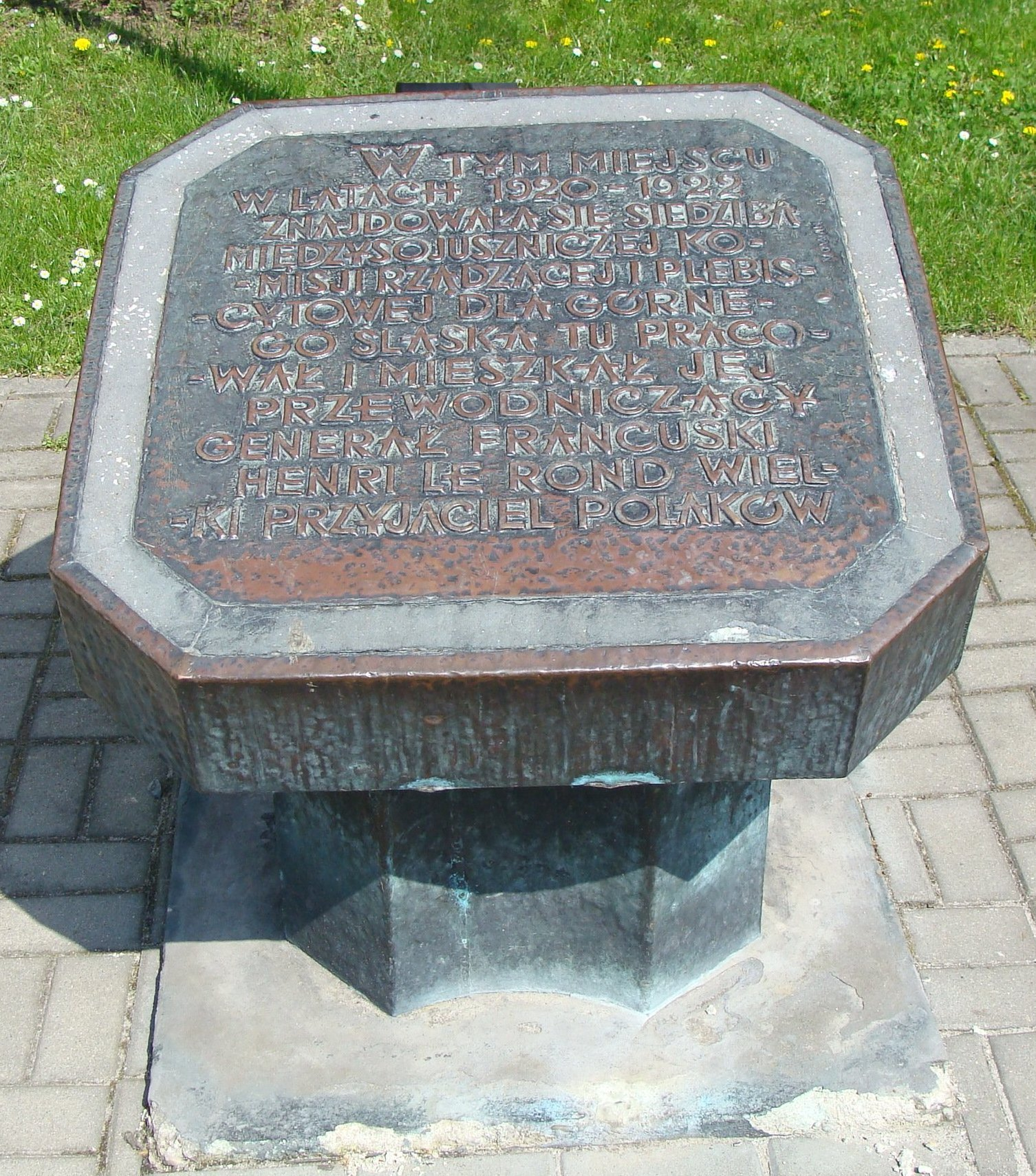
Upamiętnienie Le Ronda i jego pobytu w Opolu

Henri Louis Edouard Le Rond (ur. 9 października 1864 w Rouen, zm. 29 maja 1949 w Paryżu) – generał dywizji Sił Zbrojnych Francji, członek Komisji do Spraw Polskich na konferencji pokojowej w Paryżu, przewodniczący Międzysojuszniczej Komisji Rządzącej i Plebiscytowej na Górnym Śląsku (1920–1922) w czasie plebiscytu i III powstania śląskiego, aż do podziału terytorium plebiscytowego pomiędzy Polskę a Niemcy.

## Kariera wojskowa i dyplomatyczna
Henri Louis Edouard Le Rond urodził się 9 października 1864, w Rouen, w rodzinie nauczycieli Louisa Edouarda i Jeanne Adéle Martin. Dziadek Jean Baptiste Le Rond, cenzor w Królewskim Gimnazjum Miejskim w Rouen (pilnował obyczajnego zachowania, porządku i dyscypliny) ożenił się z Jeanne Hogson.
W 1884 Henri dostał się do École polytechnique. Studia zaczynał jako 203. pośród 239 przyjętych. Ambicja i pracowitość sprawiły, że po 3 latach nauki znalazł się na miejscu 38. wśród 234 studentów. Jako że interesował się artylerią, w 1886 roku trafił do Wyższej Szkoły Artylerii w Fontainebleau. Jako „człowiek, któremu pisana jest wyjątkowa kariera” został szybko zauważony. W 1888 roku, jako podporucznik trafił do 22. regimentu piechoty. W 1894 roku został kapitanem natomiast w 1908 roku opuszczał oddział jako rotmistrz szwadronu. 21 grudnia 1904 roku będąc kapitanem przydzielonym do 32. oddziału artylerii w Orleanie poślubił Tonnerre Emilie Denis pochodzącą z Burgundii.
Oprócz ćwiczeń wojskowych zajmował się pracami teoretycznymi. Przygotował Conséquences tactiques des progrés de’larmement (1902), Préparation de l’artillerie á la bataille (1903) oraz Le canon á tir rapide et l’instruction de l’artillerie (1905, we współpracy z generałem Hippolyte Langlois).
Na przełomie 1907/1908 Le Rond został wysłany jako stażysta do Cesarskiej Armii Japońskiej. Po powrocie dowodził wojskami francuskimi na terenie Maroka za co otrzymał Krzyż Oficerski Legii Honorowej. Do Japonii trafił ponownie w latach 1912–1914 jako attaché wojskowy przy Ambasadzie Republiki Francuskiej w Tokio. Zyskał tam od ambasadora pochlebną opinię „niezwykle cennego współpracownika”. Pełniąc służbę na stanowisku attaché wojskowego pozostawał oficerem Biura 2 Sztabu Generalnego (wywiadu).
Okres od września 1914 roku do kwietnia 1918 roku spędził we Francji na froncie. 20 września 1915 roku został raniony w głowę odłamkiem. Po opatrzeniu pozostał na posterunku przygotowując i uczestnicząc we wrześniowym ataku. Podczas wojny doszło do bezpośredniej współpracy z marszałkiem Ferdinandem Fochem. 22 maja 1918 roku Foch sprowadził Le Ronda do Paryża, gdzie ten został głównym adiutantem generała przy głównym komendancie wojsk alianckich we Francji. Po zakończeniu działań wojennych Foch zlecił mu prace przy przygotowaniach paryskiej konferencji pokojowej.

## Udział w Konferencji Pokojowej w Paryżu i plebiscycie na Górnym Śląsku
Le Rond jako znający języki hiszpański, japoński, rosyjski oraz biegle: angielski, niemiecki oraz włoski był bardzo ważnym uczestnikiem konferencji. Brał udział w wielu komisjach dotyczących spraw Centralnej Europy. Był członkiem Komisji Ministerstwa Spraw Zagranicznych Francji do określenia granic państwa polskiego.
W sprawach polskich ściśle współpracował z szefem Polskiej Misji Wojskowej w Paryżu gen. Tadeuszem Jordanem Rozwadowskim. 4 listopada 1919 roku decyzją Rady Najwyższej Konferencji Pokojowej w Paryżu został mianowany na przewodniczącego Międzysojuszniczej Komisji, a decyzją ministra spraw zagranicznych Francji został w niej reprezentantem Francji. Bezpośrednio podlegał Radzie Ambasadorów a we Francji Ministerstwu Sprawa Zagranicznych i Wojny. Natomiast na Śląsku generałowi podlegało Naczelne Dowództwo Wojsk Sprzymierzonych na Górnym Śląsku, z gen. Julesem Gratierem na czele. W trakcie swej działalności zaprzyjaźnił się z Wojciechem Korfantym i podzielał w wielu kwestiach jego poglądy.
W czasie III powstania śląskiego zaproponował linię zawieszenia broni, która miała stać się granicą polsko-niemiecką na Górnym Śląsku wzdłuż tzw. „linii gen. Le Ronda”, biegnącej przez powiaty strzelecki i oleski, ale pozostawiając Olesno po stronie niemieckiej. Linia Le Ronda pokrywała się praktycznie z tzw. linią Korfantego.
Zawsze starał się starannie wykonywać powierzone mu zadania, co na Śląsku sprowadzało się do godzenia wszystkich stron konfliktu. Było to trudne, bowiem zwłaszcza Niemcy starali się manipulować opinią publiczną, chcąc doprowadzić do skonfliktowania aliantów. Le Rond mając nieliczne siły wojskowe starał się nie doprowadzić do bezpośredniego konfliktu zbrojnego, o co w ówczesnej, nerwowej, atmosferze nie było trudno. Dlatego, zamordowanemu przez Niemców 4 lipca 1921 roku w Bytomiu komendantowi majorowi Bernardowi Montalégre pogrzeb kazał zorganizować w Opolu, w swojej głównej siedzibie.

## Działalność powojenna
Za swoją pracę, po powrocie do Francji, otrzymał specjalne podziękowania od premiera Raymonda Poincaré. W Polsce, w 1923 otrzymał tytuł doktora honoris causa Uniwersytetu Jagiellońskiego. Jego imieniem została nazwana jedna z ulic w Katowicach, natomiast w Opolu istnieje tablica pamiątkowa poświęcona gen. Le Rondowi, zlokalizowana w miejscu gdzie znajdowała się siedziba Komisji Rządzącej – obecnie pl. Wolności.
Wraz z małżonką w 1923 był jednym z ofiarodawców na rzecz odnowy wzgórza wawelskiego. Upamiętnia to jedna z cegiełek w murze przy północnym wjeździe na zamek.
Henri Le Rond karierę wojskową zakończył w 1926 roku i zajął się swymi prywatnymi sprawami. Nieoficjalnie bywał w kilku krajach Europy Centralnej i Wschodniej, w tym w Polsce gdzie był członkiem rady nadzorczej polsko-francuskiej spółki dzierżawiącej kopalnie węgla kamiennego Skarboferm, a następnie także członkiem rady nadzorczej Stoczni Gdańskiej. Oprócz kontaktów z Wojciechem Korfantym często spotykał się również z generałem Władysławem Sikorskim i Ignacym Paderewskim, z którym utrzymywał regularną korespondencję.
Obrażenia wojenne spowodowały, zwłaszcza na starość, osłabienie wzroku oraz słuchu prawej strony głowy. Podczas pobytu w Japonii nabawił się pasożytniczej choroby trawiennej, objawiającej się wychudzeniem organizmu. W czasie II wojny światowej Le Rond pełnił służbę u boku marszałka Pétaina, z którym łączyły go więzi przyjaźni. Generał Henri Le Rond zmarł 29 maja 1949 w Paryżu. Pogrzeb odbył się w gronie najbliższych bez ceremoniału wojskowego.

## Ordery i odznaczenia
- Krzyż Wielki Legii Honorowej – 1926
- Krzyż Oficerski Legii Honorowej
- Order Orła Białego (Polska)
- Krzyż Srebrny Orderu Wojskowego Virtuti Militari (Polska, nr 6142) – 22 czerwca 1922[4]
- Krzyż Wielki Orderu Lwa Białego (Czechosłowacja)
- Krzyż Wielki Orderu Świętego Karola (Monako)